# Accident (film, 2009)
Pour les articles homonymes, voir Accident (homonymie).
Pour plus de détails, voir Fiche technique et Distribution.
Accident (chinois : 意外 pinyin : Yì Wài), titré à l'origine Assassins (chinois : 暗殺), est un thriller de Hong Kong réalisé par Soi Cheang, produit par Johnnie To et mettant notamment en scène Louis Koo et Richie Ren. Accident est en compétition à la Mostra de Venise 2009 et sort en salle à Hong Kong le 17 septembre 2009.

## Synopsis
"Le Cerveau" (Louis Koo) dirige une petite équipe de tueurs professionnels qui dissimulent l'accomplissement de leurs "contrats" en accidents malencontreux. Suspicieux, attaché à la perfection, il est aussi hanté par le souvenir de sa femme, morte dans un accident de voiture.
Après avoir tué un chef de triades, l'équipe est chargée d'une mission moins ambitieuse par un fils désireux de se débarrasser de son père. Elle met au point un plan nécessitant obligatoirement une soirée pluvieuse. Lorsque celle-ci se présente enfin, un accident a lieu et un des assassins est tué. "Le Cerveau" est convaincu qu'un contrat a été lancé contre lui et son équipe.
Par le fils meurtrier, il remonte à un mystérieux agent d'assurances (Richie Ren) qu'il soupçonne d'être l'organisateur de l'affaire. Il commence alors une surveillance étroite...

## Fiche technique
- Titre : Accident
- Titre original : 意外 (Yì Wài)
- Producteur : Johnnie To
- Réalisateur : Soi Cheang
- Scénaristes : Szeto Kam-Yuen, Nicholl Tang
- Musique : Xavier Jamaux
- Directeur de la photographie : Fung Yuen-Man
- Monteur : David M. Richardson
- Studios : Media Asia Films, Milkyway Image
- Distributeur : (Hong Kong) : Media Asia Distribution
- Date de sortie : 17 septembre 2009 (HK)
- Durée : 86 min
- Langue : cantonais

## Distribution
- Louis Koo : Ho Kwok-Fai, "le Cerveau"
- Michelle Ye : "la Femme"
- Lam Suet : "le Gros"
- Stanley Fung : "l'Oncle"
- Monica Mok : femme du "Cerveau"
- Richie Ren : l'agent d'assurances Chan Fong-chow